# Collonges (Valais)
Pour les articles homonymes, voir Collonges.
Collonges est une commune suisse du canton du Valais, située dans le district de Saint-Maurice.

## Géographie
La commune de Collonges se trouve dans le district de Saint-Maurice, sur la rive droite du Rhône, dans le canton du Valais. Son territoire s'étend du fond de la vallée du Rhône aux dents de Morcles.
La commune de Collonges s'étend sur 12,21 km2. Lors du relevé de 2013-2018, les surfaces d'habitations et d'infrastructures représentaient 4,8 % de sa superficie, les surfaces agricoles 17,1 %, les surfaces boisées 53,8 % et les surfaces improductives 24,5 %.
| Saint-Maurice | Lavey-Morcles | Bex   |
| Evionnaz      | Collonges     | Fully |
| Evionnaz      | Dorénaz       | Fully |

## Histoire
Le village de Collonges est appelé Colunges en 1239. Il a remplacé celui d'Arbignon (XI - XIIe siècle, desertum Alpinonis), abandonné probablement à cause des débordements du ruisseau de l'Aboyeu. Des vestiges d'habitat datant d'entre le (ie) et le IIIe siècle ont été retrouvés sur le territoire communal.  Du XIIIe au XVIIe siècle, la famille d'Arbignon est le principal seigneur de la localité. Collonges fait partie du gouvernement de Saint-Maurice de 1476 à 1798, puis du district du même nom. De 1802 à 1816, Collonges et Dorénaz forment une seule commune, celle d'Outre-Rhône. Plusieurs litiges territoriaux opposent les deux communautés, notamment à propos du hameau d'Alesse qui sera attribué définitivement à Dorénaz en 1841. Collonges relève de la paroisse de Saint-Sigismond de Saint-Maurice. La chapelle Sainte-Anne (1639) est devenue paroissiale en 1723 (paroisse d'Outre-Rhône avec Dorénaz). De 1808 à 1953, plusieurs ponts sont construits sur le Rhône pour remplacer le bac, et des travaux d'endiguement du fleuve ont lieu entre 1866 et 1873. Vers 1900, des élevages et arboricultures, notamment de cerises, s'installent dans la commune. Une mine d'anthracite est exploitée au milieu du XIXe siècle et pendant la Première Guerre mondiale. La commune de Collonges est actionnaire des Forces motrices SA de l'Aboyeu.

## Population

### Gentilé et surnoms
Les habitants de la commune se nomment les Collondzains ou Collongiens.
Ils sont surnommés les Traîne-Lame, les Traîne-Pans (au sens de traînards) et lè Peca-Pronme, soit ceux qui piquent les prunes en patois valaisan.

### Démographie

#### Évolution de la population
Collonges compte 843 habitants au 31 décembre 2022 pour une densité de population de 69 hab/km2. Sur la période 2010-2019, sa population a augmenté de 41,4 % (canton : 10,5 % ; Suisse : 9,4 %).  

#### Pyramide des âges
En 2020, le taux de personnes de moins de 30 ans s'élève à 32 %, similaire à la valeur cantonale (31,7 %). Le taux de personnes de plus de 60 ans est quant à lui de 23,6 %, alors qu'il est de 26,6 % au niveau cantonal.
La même année, la commune compte 416 hommes pour 416 femmes, soit un taux de 50 % d'hommes, supérieur à celui du canton (49,6 %).
| Hommes | Classe d’âge | Femmes |
| ------ | ------------ | ------ |
| 0,2    | 90 ans ou +  | 1,7    |
| 7,2    | 75 à 89 ans  | 7,5    |
| 12,7   | 60 à 74 ans  | 17,8   |
| 22,4   | 45 à 59 ans  | 20,9   |
| 26,4   | 30 à 44 ans  | 19,2   |
| 13,9   | 15 à 29 ans  | 15,4   |
| 17,1   | - de 14 ans  | 17,5   |

| Hommes | Classe d’âge | Femmes |
| ------ | ------------ | ------ |
| 0,5    | 90 ans ou +  | 1,2    |
| 7,5    | 75 à 89 ans  | 9,4    |
| 16,8   | 60 à 74 ans  | 17,7   |
| 22,2   | 45 à 59 ans  | 21,7   |
| 20,3   | 30 à 44 ans  | 19,4   |
| 17,7   | 15 à 29 ans  | 16,6   |
| 14,9   | - de 14 ans  | 14,1   |

## Héraldique
| Blason | Blasonnement : « Parti : à dextre d'azur au sautoir d'or chargé de cinq roses de gueules boutonnées du second et pointées de sinople ; à senestre d'or à la fasce ondée d'azur surmontée de trois trèfles de sinople rangés en chef. » |

Les armoiries de Collonges ont été adoptées en 1936. La partie gauche représente les armes de la famille d'Arbignon. Les trèfles étaient les premières cultures des essarts. La fasce ondée d'azur représente le Rhône.

### Fonds d'archives
- Fonds : Collonges, Commune (1300-1952).  Cote : CH AEV, AC Collonges. Sion : Archives de l'État du Valais (présentation en ligne)..